# ثنائي القاطرة

تُستخدم قاطرتين لجر القطار

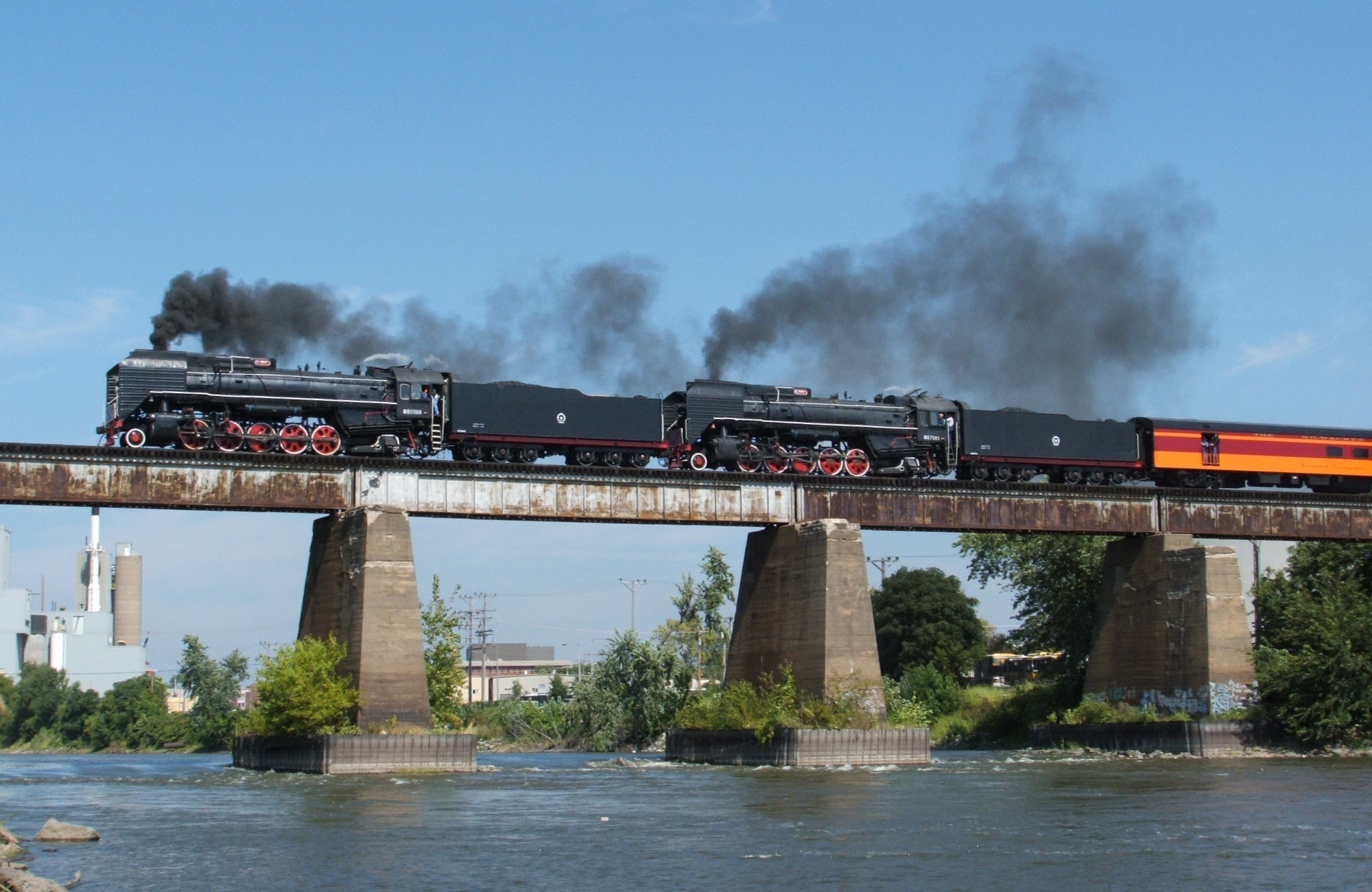
قطار رحلات بخاري ثنائي القاطرة في ولاية أيوا سبتمبر 2006

ثنائي القاطرة يُشير في مصطلحات السكك الحديدية إلى استخدام قاطرتين في مقدمة القطار تعمل كل منهما على حدة بواسطة طاقمها الخاص. وثمة قطاراتٌ بثلاث أو قاطرات متعددة.
القطار ثنائي القاطرة هو الأكثر شيوعًا في القاطرات البخارية، وقد يُطبق أيضًا في قاطرات الديزل.